# One More River to Cross
One More River to Cross es el décimo álbum de estudio de la banda estadounidense Canned Heat. Fue publicado en diciembre de 1973 a través de Atlantic Records. 

## Grabación y producción
Producido por Barry Beckett y Roger Hawkins, One More River to Cross se grabó en los estudios Muscle Shoals Sound, en Muscle Shoals, Alabama, por los ingenieros de audio Jerry Masters y Steve Melton. La masterización del álbum se llevó a cabo en los estudios Mtx Mastering, en Saint-Légier-La Chiésaz, Suiza, por Jean Ristori.

## Recepción de la crítica
Un escritor no especificado de la revista Record World le otorgó el certificado de “Hit of the Week”, y declaró: “Entre la magia funky se encuentran algunas súper melodías como «Shake Rattle & Roll» y un fabuloso popurrí de Fats Domino. ¡El duro canto de Bob ‘the Bear’ Hite, la súper interpretación de todos y mucha alma se suman a Canned Hit!”. Un escritor no especificado de la revista Cash Box escribió: “Destacado por una canción que da nombre al álbum muy comercial, el debut de Canned Heat en Atlantic es todo lo que esperarías del talentoso sexteto, y algo más”. Un escritor no especificado de Billboard calificó «We Remember Fats» como “lo más destacado del set”.

## Lista de canciones
Todas las canciones escritas y compuestas por Canned Heat, excepto donde esta anotado. 
| Lado uno |                                                       |          |  |
| N.º      | Título                                                | Duración |  |
| 1.       | «One More River to Cross» (Daniel Moore)              | 3:05     |  |
| 2.       | «L.A. Town»                                           | 3:25     |  |
| 3.       | «I Need Someone» (Bob Hite)                           | 4:53     |  |
| 4.       | «Bagful of Boogie»                                    | 2:32     |  |
| 5.       | «I'm a Hog for You Baby» (Jerry Leiber, Mike Stoller) | 2:39     |  |

| Lado dos | |          |  |
| N.º      | Título | Duración |  |
| 1.       | «You Am What You Am» (James Shane) | 4:30     |  |
| 2.       | «Shake, Rattle and Roll» (Charles E. Calhoun, Joel Scott Hill) | 2:30     |  |
| 3.       | «Bright Times Are Comin'» | 3:10     |  |
| 4.       | «Highway 401» | 3:51     |  |
| 5.       | «We Remember Fats (Fats Domino Medley)» I. «Introduction» II. «The Fat Man» III. «I'm in Love Again» IV. «I'm Walking» V. «Whole Lot of Loving» VI. «Let the Four Winds Blow» VII. «I'm Ready» VII. «So Long» | 5:10     |  |

## Créditos y personal
Créditos adaptados desde las notas de álbum de One More River to Cross.
Canned Heat
- Bob “The Bear” Hite – voces, armónica
- James Shane – voces, guitarra rítmica, bajo eléctrico (7)
- Richard Hite – voces, bajo eléctrico, guitarra rítmica (7)
- Henry Vestine – guitarra líder
- Ed Beyer – teclados
- Adolfo “Fito” de la Parra – batería, percusión

Muscle Shoals Rhythm Section
- Harrison Calloway – trompeta
- Charles Rose – trombón
- Ronnie Eades – saxofón barítono
- Harvey Thompson – saxofón tenor

Personal técnico
- Barry Beckett – productor
- Roger Hawkins – productor
- Jerry Masters – ingeniero de audio
- Steve Melton – ingeniero de audio
- Jean Ristori – masterización
- Drew Struzan – diseño de portada

## Posicionamiento
| Gráfica (1974)                           | Pico de posición |
| ---------------------------------------- | ---------------- |
| Estados Unidos (Cash Box Top 100 Albums) | 166              |